# Вудсток (Виргиния)
Вудсток (англ. Woodstock) — город и административный центр округа Шенандоа в штате Виргиния в Соединённых Штатах Америки.
По данным переписи 2020 года, население города составляло 5 тысяч 807 человек.

## История
Хотя некоторые туристические справочники называют Вудсток четвёртым старейшим городом в Вирджинии, эта территория была в то время малонаселенной и, возможно, застроена в 1752 году или вскоре после этого, но фактически город был основан уставом в 1761 году.

## География
По данным Бюро переписи населения США, общая площадь города составляет 3,2 квадратных мили (8,4 км2), и вся она приходится на сушу.